# Унгуряну, Александра
Алекса́ндра Унгуря́ну (род. 28 декабря 1981, Георге-Георгиу-Деж, жудец Бакэу, Румыния) — румынская певица, музыкальный исполнитель в стиле поп, хаус, дэнс.

## Биография
С шести лет посещала уроки пения и игре на фортепьяно. В более старшем возрасте также обучалась на музыкальных курсах (гитара). Принимала участие в различных конкурсах для детей, в рамках которых добивалась выдающихся результатов. Участвовала в телевизионных шоу.
С 2001 сотрудничала с поп-группой «Система», с которой записала песни «Emoții», «Senzații» и «Departe de tine». В 2003 завоевала 3-е место в национальном отборочном туре международного конкурса песни «Евровидение» с композицией «Make this love come true», с которой позже представляла Румынию на фестивале «Cerbul de Aur».
В 2004 дала концерты в двенадцати городах Румынии, совместно с группами  «Holograf», «Vița de Vie» и «Taxi». Осенью того же года Унгуряну подписала контракт с хаус/дэнс группой «Crush», став её солистом. Сотрудничество в этой группе реализовалось в двух совместных альбомах: Crush + Alexandra Ungureanu (2005) и Hello (2007).